# せとしお (潜水艦・2代)
せとしお（ローマ字：JS Setoshio, SS-599）は、海上自衛隊の潜水艦。おやしお型潜水艦の10番艦。艦名は瀬戸の潮から由来し、この名を受け継いだ日本の艦艇としては、ゆうしお型潜水艦「せとしお」（SS-575）に続き2代目にあたる。

## 艦歴

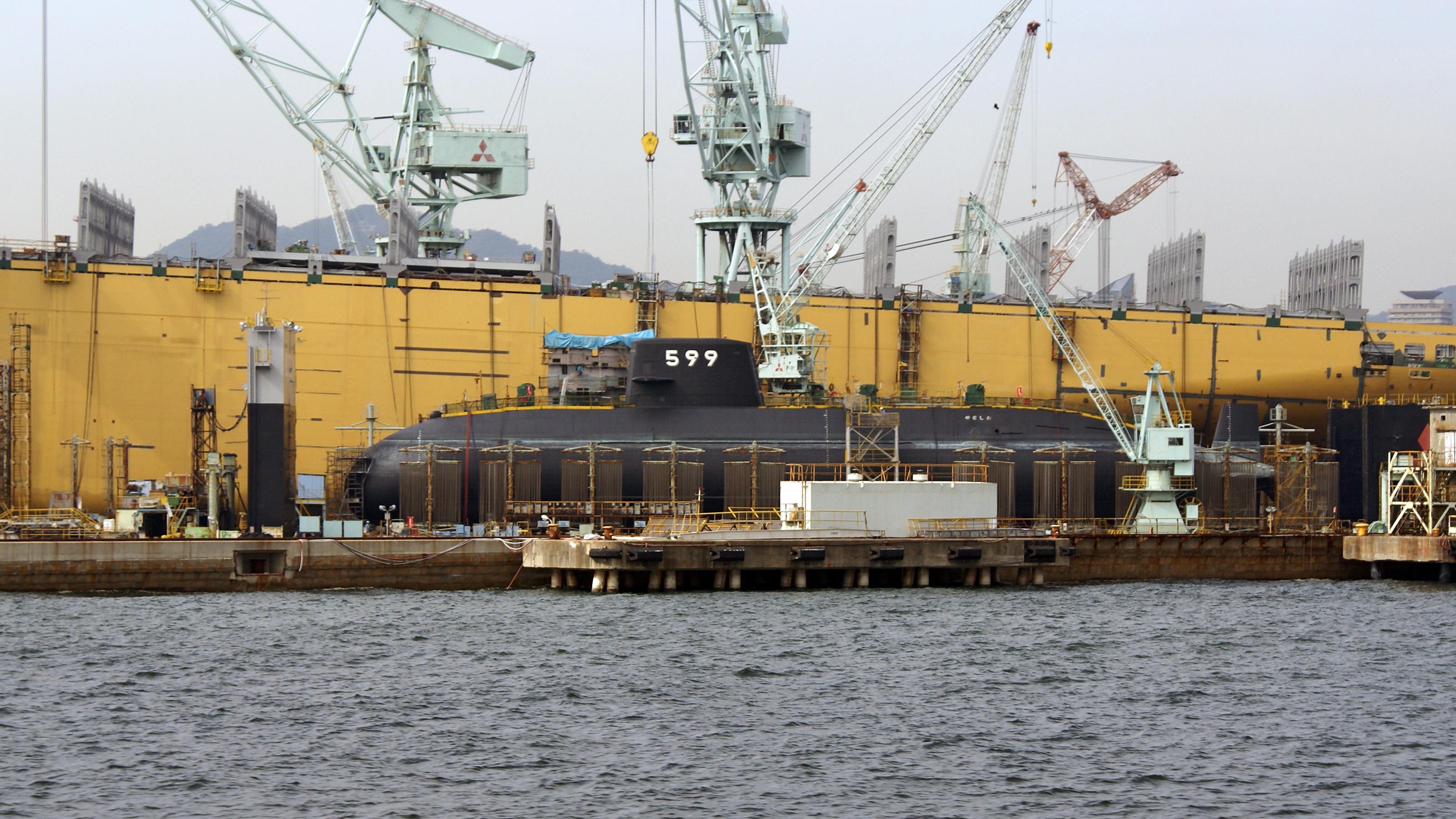
艤装中の「せとしお」

「せとしお」は、中期防衛力整備計画に基づく平成14年度計画2700トン型潜水艦8114号艦として、三菱重工業神戸造船所で2003年1月23日に起工され、2005年10月5日に同造船所で挙行された命名・進水式において、防衛庁長官 大野功統により「せとしお」と命名（海上幕僚長 齋藤隆代読）され進水、2006年7月6日に公試開始、2007年2月28日に就役し、同日付で第2潜水隊群第4潜水隊に編入され横須賀に配備された。
2014年8月22日、米国派遣訓練に参加するため横須賀を出港し、9月中旬から10月下旬までハワイ方面に滞在して諸訓練を実施し、11月22日、横須賀へ帰港した。 
2021年1月14日から同年4月1日にかけて、日本からハワイ諸島に至る海域において実施される令和2年度第2回米国派遣訓練（潜水艦）に参加する。期間中、米海軍の協力を得て、洋上訓練及び施設利用訓練を実施し戦術技量の向上を図る。
現在、第2潜水隊群第4潜水隊に所属し、定係港は横須賀である。

### 歴代艦長
| 代 | 氏名     | 在任期間              | 出身校・期 | 前職                           | 後職                             | 備考                 |
| -- | -------- | --------------------- | ---------- | ------------------------------ | -------------------------------- | -------------------- |
| 1  | 井口郁丸 | 2007.2.28 - 2008.3.25 | 37期幹候   | せとしお艤装員長               |                                  |                      |
| 2  | 下濱昭博 | 2008.3.26 - 2010.7.11 | 防大33期   | 潜水艦隊司令部                 |                                  |                      |
| 3  | 石神正嗣 | 2010.7.12 - 2013.10.9 |            | 海上幕僚監部防衛部運用支援課   | 自衛艦隊司令部                   |                      |
| 4  | 古田将仁 | 2013.10.10 - 2017.7.2 | 防大38期   | 第2潜水隊群司令部幕僚          | 潜水艦隊司令部                   |                      |
| 5  | 長野修司 | 2017.7.3 - 2019.7.31  |            | 潜水艦教育訓練隊               | 自衛隊富山地方協力本部募集課長   |                      |
| 6  | 渡邊秀樹 | 2019.8.1 - 2020.3.8   |            | 自衛隊富山地方協力本部募集課長 | 海上幕僚監部人事教育部援護業務課 |                      |
| 7  | 近藤唯   | 2020.3.9 -            |            | うんりゅう副長 兼 航海長       |                                  |                      |
| 8  | 里見幸恭 |                       |            |                                |                                  | 2023.1.1 1等海佐昇任 |